# Исхаков, Фазыл Гарипович
Исхаков, Фазыл Гарифович (1901, г. Троицк, Челябинской области — 1959, г. Москва) — тюрколог-лингвист, исследователь хакасского языка, кандидат филологических наук.
Окончил Татарский институт народного образования в г. Оренбурге (1922). В 1931—1933 — аспирант НИИ языкознания ИКП РСФСР в г. Москве. Тема кандидатской диссертации «Тувинский язык (Очерки по фонетике)». Затем учился на педагогическом факультете во II Московском государственном университете (ныне Московский педагогический университет).
В 1926—1937 работал в КУТВ, преподавал татарский язык.
В 1939 Исхаков командирован в Хакасскую автономную область для практической помощи областному отделу народного образования. По его инициативе и участии была открыта областная национальная школа-интернат для хакасских детей, организовано отделение хакасского языка при Абаканском педагогическом институте, создан ХакНИИЯЛИ. В эти годы Исхаков работал преподавателем и заведующим кафедрой хакасского языка в педагогическом институте, научным сотрудником и заведующим сектором хакасского языка в ХакНИИЯЛИ.
Награждён Почетными грамотами и медалями.

## Сочинения
- Вопросы изучения хакасского языка и его диалектов. Абакан, 1954 (соавтор Н. К. Дмитриев);
- Общая характеристика тюркского вокализма // Исследования по сравнительной грамматике тюркских языков. М., 1955;
- Хакасский язык. Краткий очерк по фонетике. Абакан, 1956;
- Тувинский язык. Очерк по фонетике. М.-Л., 1957;
- Грамматика тувинского языка. Фонетика и морфология. М., 1961 (соавт. А. А. Пальмбах);
- Опыт сравнительного словаря современных тюркских языков // Исследования по сравнительной грамматике тюркских языков. М., 1962.